# Zełene
Zełene (ukr. Зелене), Zielone – wieś na Ukrainie w rejonie wierchowińskim obwodu iwanofrankiwskiego.
Urodził się tu prawosławny biskup bohorodczański Teognost (Bodoriak).